# Taïx
 Taïx  là một xã thuộc tỉnh Tar trong vùng Occitanie ở phía nam nước Pháp. Xã này nằm ở khu vực có độ cao trung bình 301 mét trên mực nước biển.
Sông Vère bắt nguồn ở đông nam thị trấn, sau đó chảy theo hướng tây.